# Milik Publishing
Milik publishing är ett grönländskt bokförlag med huvudkontor i Nuuk. Milik grundades 2003 och ägs och drivs av förläggaren Lene Therkildsen, som har samarbete med ett antal författare, konstnärer, översättare, grafiska formgivare, tryckerier med mera.
Miliks böcker finns i både butiker och klassrum över hela Grönland. Många av böckerna finns också i Danmark. Böckerna riktar sig till barn, ungdomar och vuxna och spänner över ett brett spektrum av genrer och ämnen; från böcker om grönländsk kultur och historia, till fotoböcker, serietidningar, sångböcker, terapiböcker, ABC och poesi.

## Författare som Milik Publishing gett ut (exempel)
Juaaka Lyberth